# مدیسون (نیوهمپشایر)
مدیسون (به انگلیسی: Madison) یک شهرک در ایالات متحده آمریکا است که در شهرستان کارول، نیوهمپشایر واقع شده‌است. مدیسون ۱۰۶٫۰ کیلومتر مربع مساحت و ۲٬۵۰۲ نفر جمعیت دارد و ۲۰۵ متر بالاتر از سطح دریا واقع شده‌است.